# 閃爍比對器

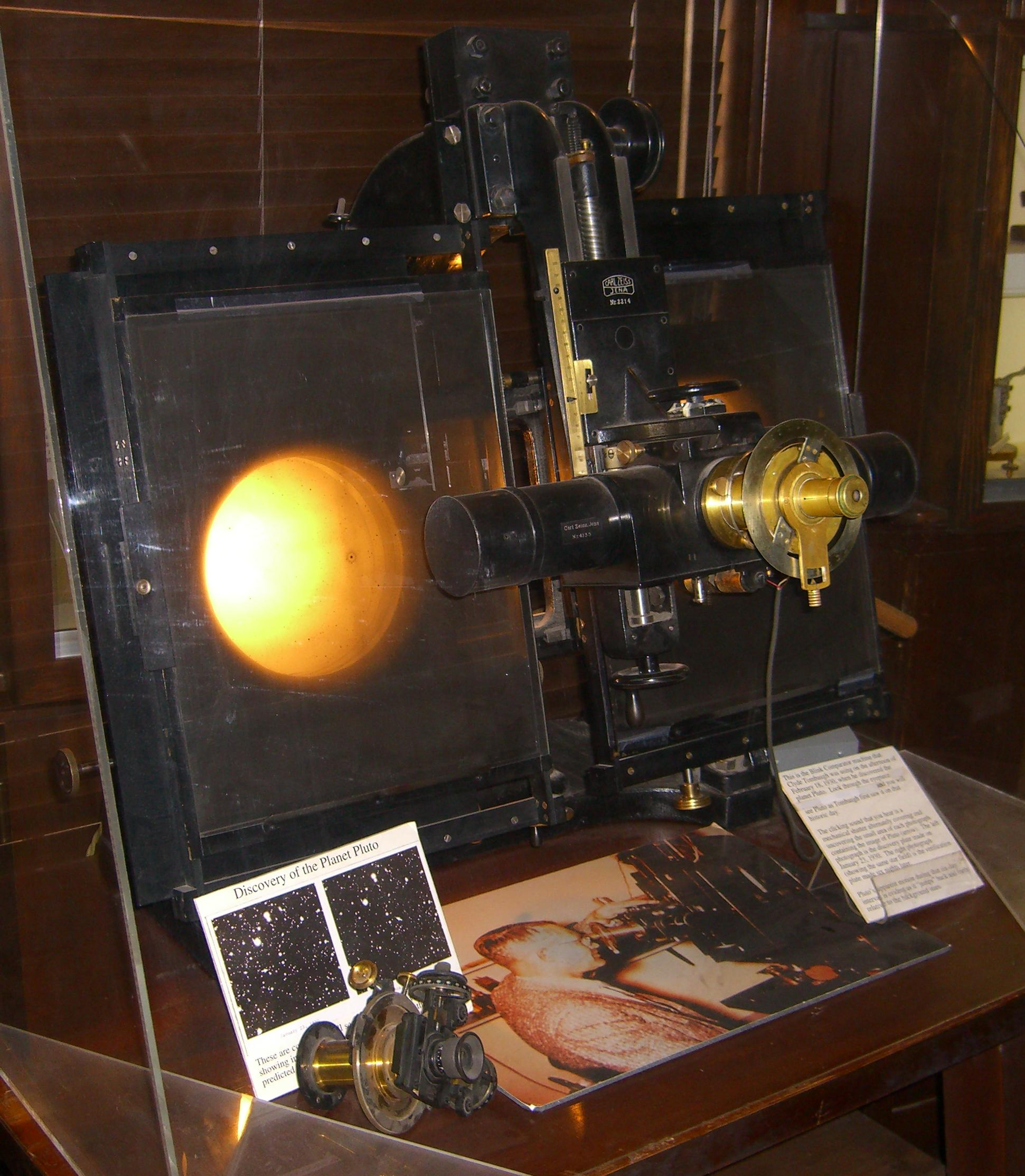
羅威爾天文台用來發現冥王星的閃爍比對器。

閃爍比對器是天文學家用來查找用光學望遠鏡，像是攝星鏡在不同時間拍攝相同區域的兩張夜空影像之間有無差異的光學設備。它可以在這兩張相同區域的影像之間不斷的快速來回轉換，如果有天體的位置移動了，就會產生閃爍或跳動的現象，能夠讓使用者更輕鬆地找到在夜空中改變了位置的天體。它有時也會被稱為閃爍顯微鏡。

## 應用
間隔數天拍攝同一天區的夜空照片，如果有像是小行星和彗星這種快速移動的天體，它們會在兩個位置之間來回的跳動，而所有期的恆星都是靜靜地不動。間隔較長時間拍攝的照片，可以用來檢測有著較大自行的恆星，或是變星，或是從光學雙星中篩選出聯星。
使用這項技術最值得關注的成就便是克萊德·湯博在1930年發現冥王星。
投影閃爍比對器（Projection Blink Comparator，PROBLICOM）是業餘天文學家班·瑪雅發明的低成本的專業工具。它包括了兩部幻燈片投影機，與旋轉的遮片盤切換著阻擋來自這兩部投影機的影像。這項工具允許業餘天文學家嚴肅的進行研究，在某些階段做出貢獻。
在現代，CCDs很大程度上已經取代了感光乾版並將天文影像儲存在電腦上。在電腦銀幕上，不需要有形的閃爍比對器，就可以輕鬆的執行閃爍技術。

## 現代的替換
現在很少再用到閃爍技術，因為用圖像差分的演算法檢測移動的物體比人眼可以更有效的得多。對一個已知運動方向和速率物體的位置，可以使用追蹤和堆疊軟體技術精確的測量出位置；疊加多個圖像的精確位置移動，然後就可以連結起來使星跡脫穎而出。這在物體的移動量非常微小時特別有效，疊加的圖像使它能夠更容易被看見。